# Ведное (Тверская область)
Ве́дное (карел. Vednoi) — село в Рамешковском районе Тверской области. Административный центр сельского поселения Ведное, образованного в 2005 году.
Расположено в 32 км к югу от районного центра Рамешки (33 км от Твери), на автодороге «Кушалино — Горицы — Кашин», на правом берегу реки Кушалки.
В селе работает почта, Дом культуры, библиотека, детсад, фельдшерско-акушерский пункт, несколько магазинов. Школа сгорела в 2010 году.

## Население
| 1859 | 1887  | 1897  | 1936 | 1989 | 2002 | 2008 |
| ---- | ----- | ----- | ---- | ---- | ---- | ---- |
| 947  | ↗1279 | ↗1395 | ↘783 | ↘416 | ↗425 | ↘405 |
| 2010 |       |       |      |      |      |      |
| ↘384 |       |       |      |      |      |      |

## История

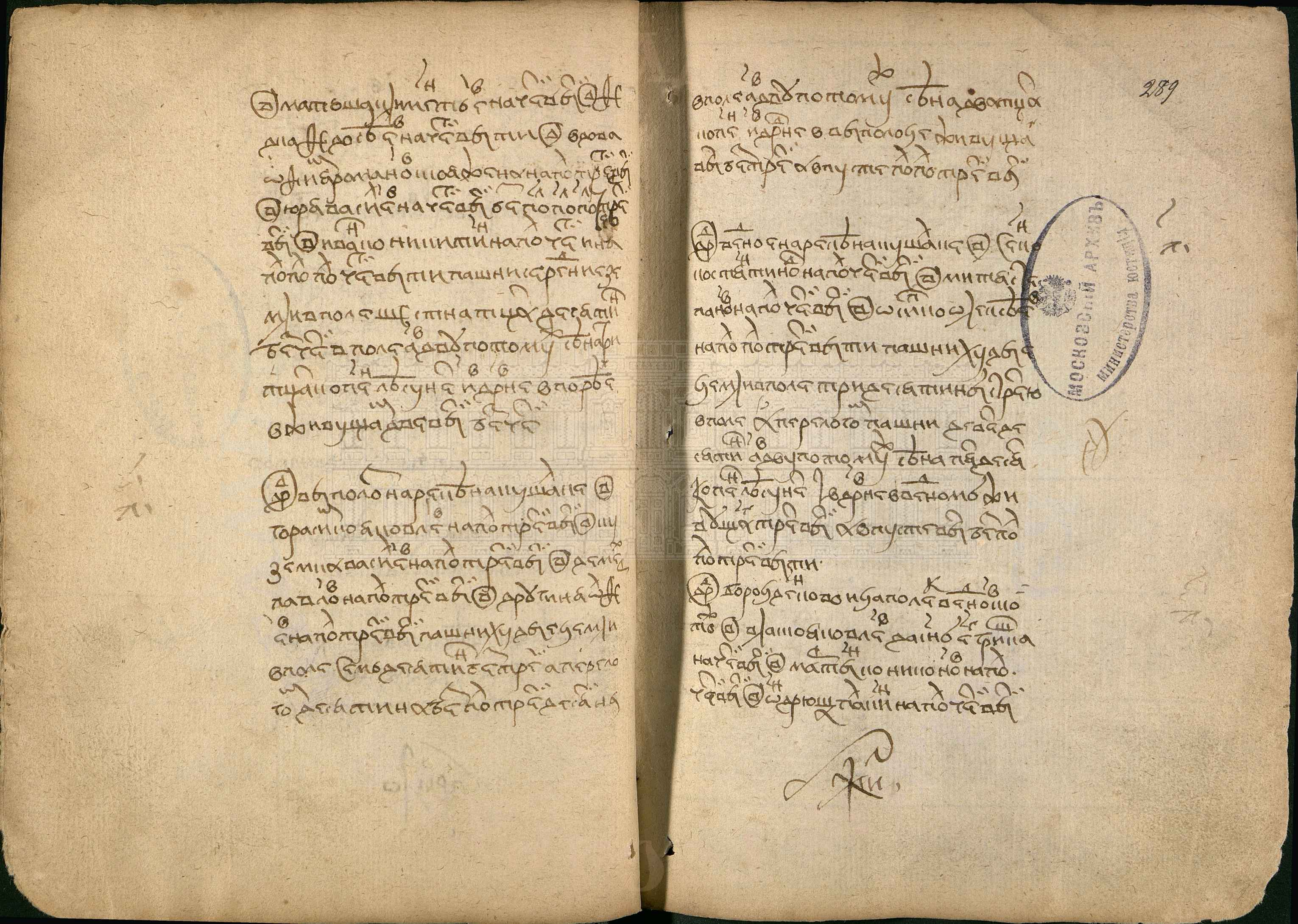
Страница Писцовой книги 1580 г. с упоминанием деревни Ведное

Впервые деревня Ведное упоминается в Писцовой книге Петра Матвеевича Свечина, Тимофея Александровича Козина и дьяка Богдана Забродова владений великого князя Симеона Бекбулатовича в Тверском уезде 1580 года (РГАДА фонд 1209 опись 1 книга 16056 лист 289 подлинник) в Шезском стану среди живущих деревень села Кушалина Ярковского десятка: «(Дрв) Ведное на реке на Кушалке, (в) Сенко Костянтинов на полчети выти, (в) Митя Степанов на полчети выти, (в) Осипко Олексеев на полтрети выти, пашни худые земли в поле три десятины с третью в поле, а перелогом пашни девять десятин, а в дву по тому ж, сена пятьдесят копен, лесу нет. И в деревне в Ведном живущего треть выти, а в пусте выть без пол-полтрети выти.»
После опалы и смерти бывшего великого князя Симеона Бекбулатовича его владения отошли в казну.
Новым владельцем деревни Ведное стал Иван Прохорович Воейков, который получил её вместе с деревнями Дьяково, Высокуша, Нурышева, Селище Полуяковлевское, Заполок и Овсяниково сначала в поместье при царе Василье Ивановиче в 1606 г., а потом в вотчину за царя Васильево Московское осадное сиденье по жалованной грамоте царя Михаила Федоровича 1614 года.
По писцовой книге 1627—1628 гг. в деревне Ведное было два двора крестьянских и 14 человек мужского пола.
В июне 1633 года Иван Прохорович Воейков заложил свою выслуженную вотчину сельцо Дьяково на речке Кушалке с деревнями Селище Полуяковлевское и Ведное (в которой числилось шесть крестьянских дворов) на той же речке Кушалке и пустошами в Шейском стане в Кушалинской волости Тверского уезда в 500 рублях сроком от Троицы до 1 октября (Покрова) 1633 г. Никите Ивановичу Беклемишеву. После просрочки Воейковым платежа, Никита Иванович Беклемишев 30 ноября 1633 г. подал челобитную в Поместный приказ о записи за ним данной вотчины, что и было сделано 8 апреля 1635 г.
На основании духовной грамоты 21 мая 1649 г. Никита Иванович Беклемишев, постригшийся в монахи с именем Иоанисифора, завещал свою вотчину племянникам жильцам Ивану и Федосею Титовым детям Беклемишевым, которые 14 сентября 1649 г. подали челобитную в Поместный приказ о записи за ним данной вотчины. Рассмотрев дело, и в отсутствии у Никиты Ивановича других ближайших родственников кроме них, 28 мая 1650 г. Ивану и Федосею Титовым детям Беклемишевым была дана послушная грамота на вотчину их дяди Никиты Иванова сына Беклемишева сельцо Дьяково с деревнями Селище Полуяковлевское и Ведное и пустошами в Шейском и Кушальском стане Тверского уезда.
20 декабря 1673 г. вотчина, принадлежавшая Ивану и Федосею Титовым детям Беклемишевым вопче, была полюбовно разделена между ними порознь. В результате раздела Ивану Титову сыну Беклемишеву отказаны сельцо Дьяково на речке на Кушалке с пустошами, а Федосею Титову сыну Беклемишеву отказаны по другую сторону речки Кушалки деревня Селище Полуяковлевское на речке на Кушалке да деревня Ведное на речке на Кушалке с пустошью Овсяниково. В деревне Ведное на тот момент было четыре жилых двора, в которых жил 21 крестьянин мужского пола, и один пустой бобыльский двор, из которого крестьяне были перевезены в дмитровскую ево Федосееву вотчину в сельцо Стрелино. По тому же разделу Федосею Титовичу достались 8 крестьян из сельца Дьякова, а Ивану Титовичу 6 крестьян из деревни Ведное.
По переписной книге Тверского уезда переписи М. Н. Чирикова и Д. И. Исленева 1677/8 г. в деревне Ведное было пять дворов крестьянских и 1 двор бобыльский, в которых значилось 29 крестьян мужского пола и 1 известная по имени женщина.
20 декабря 1690 г. вотчина, принадлежавшая Федосею Титову сыну Беклемишеву, в Тверском уезде в Шеском и Кушальском стане деревня Ведное на речке на Кушалке, сельцо что была пустошь Василево на речке на Осиновце да на реке на Оршине с пустошами была отказана его дочери Акулине Федосеевне жене Ивана Васильева сына Заборовского.
После 1707 г. недвижимое имение (село Славное, деревни Василево, Ведная, Полуяковлева) Акулины Федосеевой дочери Ивановой жены Заборовского по её заручному челобитью было справлено за её дочерью Федосьею Ивановой дочерью Заборовского женою Василия Афанасьева сына Дмитриева-Мамонова. А по сказкам 1710 г. деревня Ведное уже числиться за её мужем стольником Василием Афанасьевичем Дмитриевым-Мамоновым. Потом, видимо, некоторое время эта вотчина числилась за Григорьем Андреевичем сыном Племянниковым, а затем 29 августа 1714 г. окончательно отказана Василью Афанасьеву сыну Дмитриеву-Мамонову.
По ревизской сказке 19 апреля 1719 г. вотчины подпоручика Василия Афанасьевича Дмитриева-Мамонова в деревне Веднове Тверского уезда Шеского и Кушальского стану было 37 душ мужского пола.
После смерти в 1739 году Василия Афанасьевича деревня Ведное перешла в собственность его сына Матвея Васильевича Дмитриева-Мамонова (26.10.1724 — 19.11.1810).
По ревизской сказке 24 января 1745 г. за контр-адмиралом Василием Афанасьевичем Дмитриевым-Мамоновым в деревне Веднове Тверского уезда Шеского и Кушальского стану было 48 душ мужского пола.
По ревизской сказке 1763 г. вотчины учрежденной духовной комиссии вице-президента Матвея Васильевича Дмитриева-Мамонова в деревне Веднове Тверского уезда Шеского и Кушальского стану было 63 мужчины и 79 женщин.
По ревизской сказке июня 1782 г. вотчины действительного статского советника Матвея Васильевича Дмитриева-Мамонова в деревне Веднове Тверского наместничества Корчевского уезда было 100 мужчин и 107 женщин.
По ревизской сказке июня 1795 г. вотчины тайного советника сенатора и разных орденов кавалера Матвея Васильевича Дмитриева-Мамонова в деревне Веднове Тверского наместничества Корчевского уезда был 131 мужчина и 142 женщины.
После смерти в 1810 году Матвея Васильевича деревня Ведное перешла в собственность его дочери фрейлины Прасковьи Матвеевны Дмитриевой-Мамоновой (1751 — 19.02.1823), а после смерти в 1823 г. — её племяннику Матвею Александровичу Дмитриеву-Мамонову (14.09.1790 — 11.06.1863), который владел ведновскими крестьянами до отмены крепостного права 19 февраля 1861 года.
По ревизской сказке августа 1811 г. вотчины двора Ея императорского Величества фрейлины Прасковьи Матвеевны Дмитриевой-Мамоновой в деревне Ведновой Тверской губернии Корчевского уезда был 21 двор, в котором числился 201 крестьянин мужского пола.
По ревизской сказке марта 1816 г. вотчины двора Ея императорского Величества фрейлины Прасковьи Матвеевны Дмитриевой-Мамоновой в деревне Веднове Тверской губернии Корчевского уезда было 59 дворов, в которых числилось 221 мужчина и 210 женщин.
В 1822 г. в деревне Ведновой в результате пожара сгорело восемнадцать крестьянских дворов.
По ревизской сказке 10 апреля 1834 г. вотчины генерал-майора и кавалера графа Матвея Александровича Дмитриева-Мамонова в деревне Веднове Тверской губернии Корчевского уезда было 79 дворов, в которых числилось 298 мужчин и 310 женщин.
По ревизской сказке 7 июля 1850 г. вотчины генерал-майора и кавалера графа Матвея Александровича Дмитриева-Мамонова в деревне Веднове Тверской губернии Корчевского уезда было 97 дворов, в которых числилось 367 мужчин и 398 женщин.
По ревизской сказке 16 февраля 1858 г. вотчины генерал-майора графа Матвея Александровича Дмитриева-Мамонова в деревне Веднове Тверской губернии Корчевского уезда было 97 дворов, в которых числилось 422 мужчины и 454 женщины, а также отставных нижних чинов и кантонистов: 7 мужчин и 2 женщины.
После смерти в 1863 г. графа Матвея Александровича Дмитриева-Мамонова его имение в деревне Ведновой досталось по раздельному акту, совершенному наследниками графа Дмитриева-Мамонова и утвержденному Тверскою гражданскою палатою 3 ноября 1864 года, его троюродному правнучатому племяннику князю Сергею Михайловичу Голицыну (5.06.1843 — 9.06.1915).
После отмены крепостного права были определены условия выхода крестьян из крепостной зависимости и взаимные обязательства сторон (крестьянина и помещика) на период временнообязанного состояния. 7 ноября 1861 года мировым посредником Кислинским, как потом жаловались крестьяне деревни Ведновой, посредством застращания их возможностью ввода к ним воинской команды, что и случилось действительно незадолго перед тем в селе Красном того же участка, и без всякого толкования прав крестьян, введена была уставная грамота, составленная без ведома и участия крестьян. Об этих обстоятельствах и с просьбой не применять эту грамоту до рассмотрения и утверждения её на мировом съезде крестьяне деревни Ведновой обращались Тверское губернское по крестьянским делам присутствие в ноябре 1862 г.
Согласно выкупному акту по имению помещика гвардии полковника князя Сергея Михайловича Голицына, находившегося в Тверской губернии Корчевском уезде Погорельцевской волости в деревне Веднове, по уставной грамоте получили в надел землю 422 души крестьян. В наделе крестьянам предоставлено по уставной грамоте по 4 десятины на душу, а на все 422 души 1688 десятин удобной земли и 21 десятина 634 сажени неудобной земли, которая состояла из трех отдельных участков. За предоставленную по уставной грамоте в надел крестьянам землю в количестве 4 десятин на душу причиталось бы с них по 9 рублей с души, но на основании 170 статьи местного положения они обложены оброком по уставной грамоте по 4 рубля 57 ¾ копейки с души, а со всего селения 1931 рубль 71 ½ копейки в год. После введения в действие уставной грамоты изменений в наделе и повинностях не было. По капитализации назначенного по уставной грамоте оброка из 6 % следует выкупной ссуды, согласно 67 статье положения о выкупе, без вычета пятой части 32191 рубль 22 копейки, а выкупной платеж, следующий с крестьян составлял 1509 рублей 71 копейку.
Согласно списку населенных мест Тверской губернии 1859 г. деревня Веднова при реке Кушалке относилось ко 2 стану Корческого уезда. Расстояние от уездного города и от станового квартала — 81 верста. Число дворов в деревне — 120. Число жителей: 442 мужского пола, 505 женского пола.
Крестьяне деревни Ведное ходили на богомолье в приход села Кушалино.
В с. Ведное находилась часовня Благоверного князя Александра Невского, приписана к церквям Кушалинского прихода. По сведениям Тверского епархиального управления, в 1901 г. значилось прихожан в селе 730 мужчин и 820 женщин. Престольный праздник — Благоверного князя Александра Невского (6 декабря). В 1930 годы в часовне служба прекратилась, помещение использовалось под правление колхоза и по хозяйственному назначению.
Уже в 1880 г. в деревне работало Ведновское народное училище.
В XIX веке Ведное — одно из крупнейших сел Тверской губернии. Оно входило в Погорельцевскую волость Корчевского уезда. В 1887 г. на 4 посадах имелось 208 дворов, проживали 1279 человек (606 мужчин и 673 женщины). По переписи 1920 г. Ведное (записано как Веднево) насчитывало 1326 жителей.
Подавляющее большинство жителей деревни Ведново, проживавших в ней до революции 1917 года, были потомками двух крестьян, живших в Ведном в 20-30 годах XVII века. Так от Данилки Офонасьева (? — после 1633) происходят представители следующих фамилий: Ярковы, Важновы, Клиновы, Беляевы, Гранцовы, Громовы, Губины, Монаховы, Чубуковы, Кошеновы, Булкины, Трусовы, Филипповы, Кальвовы, Барановы, Акуловы (Кулаевы), Патренковы, Плешкины, Огурцовы, Ульяновы, Базановы, Безпаловы, Гагарины, Журавлевы, Солуяновы, Сидоровы, Якунины, Дементьевы, Кудины, Богдановы, Романовы, Вахурины, Рубцовы (Бемовы), Фокины, Тюрины, Ерофеевы (Вихревы), Каршуновы, Быковы, Цветковы, Дворяшины, Васьковы, Подрядчиковы, Балыгины (Булыгины), Цицаевы, Роговы, Гулины, Тумановы, Григорьевы, Черновы, Щепоткины, Сахаровы, Будилины, Пузыревы, Узмиткины (Кузминкины), Маросейкины (Маролейкины), Орловы, Жорины, Шараповы, Рябовы, Гагачкины. От Якушки Локалова (? — после 1633) — Чижовы, Русаковы, Слепневы, Картавины (Картошкины), Карелкины, Будилкины, Кабановы, Морозовы, Губернины, Асумкины (Ховрухины), Тяпкины, Изуварковы, Куликовы, Пискаревы, Елдиновы (Болдины), Киселевы, Крековы (Кряковы), Соловьевы, Гутеевы, Бурлаковы (Суворовы), Зимины, Телегины, Козловы (Будачковы), Мартьяновы, Густовы, Ермолаевы, Завьяловы, Гайновы, Гренадеровы, Карасевы, Байковы (Банковы), Юдины, Шевалдины, Клюёнковы, Елисеевы, Бахтины, Ратниковы, Шанкины, Пироговы, Вагунины (Лагуновы), Саловы, Комиссаровы. От Тимошки Андреева (? — после 1690), переведенного из сельца Дьякова, происходят Кузнецовы, Борисовы, Сурины, Малышевы, Щаниковы (Щенниковы), Бутырские, Колупатины. Ещё несколько фамилий — Логиновы, Трусовы, Ширяевы произошло от Максима Якимова (1752 — 22.04.1852), переведенного помещиком в деревню Ведново в 1798 г. из села Славнаго Тверского уезда. А Суминовы, Семеновы и Ляпунины от Андреяна Алексеева (1777 — 1.01.1841), переведенного из деревни Савкина в 1795 г.
Более ста жителей деревни Ведново стали участниками Первой мировой войны 1914—1918 годов.
С 1935 по 1956 год Ведное центр сельсовета Кушалинского района Калининской области.
После коллективизации в деревне Ведное был организован колхоз «Перелом».
Во время Великой Отечественной войны более 300 жителей деревни Ведное ушли защищать свою родину в рядах Красной армии. Сегодня в Ведном стоит памятник с именами героев — участников войны и братская могила.
Несмотря на то, что непосредственно в районе деревни боев не было, 2 января 1942 года был налет немецкой авиации на село Кушалино и сброшены бомбы на село Ведное, где был убит ребёнок в возрасте 3 лет.
В 1996 г. в Ведном 203 хозяйства, 426 жителей.

## Достопримечательности

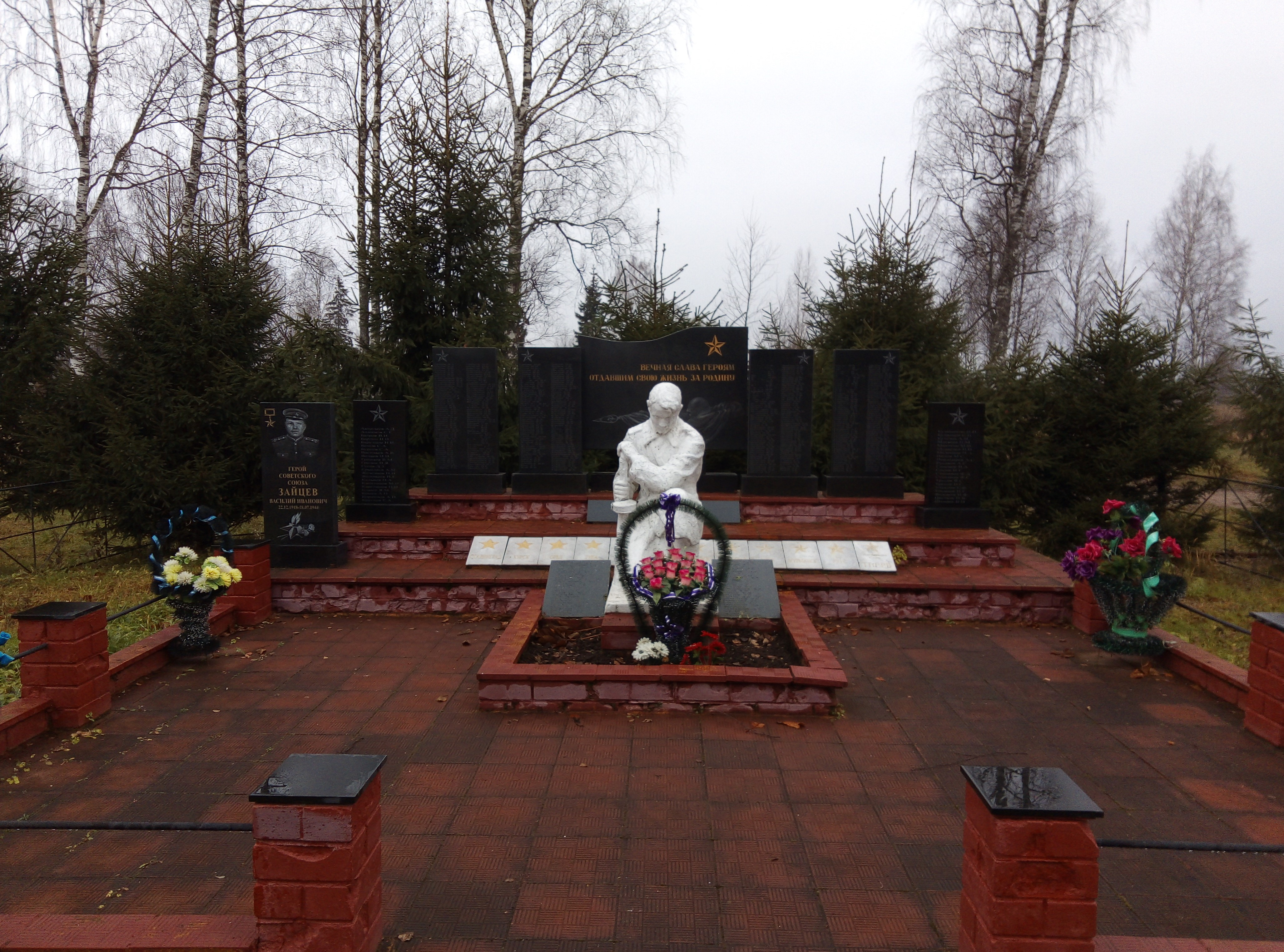
Мемориал братского захоронения ВОВ в с. Ведное

Известность селу Ведное принесла вышивка Ведновская строчка, которой занимаются здесь с середины XIX века. Почти в каждом доме были обечки (пяльца, сделанные из старых решот), на которых мастерицы-вышивальщицы создавали узоры на льняном полотне в виде птиц, цветов, морозных снежинок.
В селе Ведное расположено воинское захоронение погибших в годы Великой Отечественной войны. Центром композиции мемориала является скульптура солдата.

## Известные жители
В деревне родился собиратель фольклора, сказочник Петр Иванович АКУЛОВ (23.01.1901-1961)